# Лукан, Меган
Меган Лукан (англ. Megan Lukan; род. 14 февраля 1992, Торонто) — канадская регбистка и баскетболистка, бронзовый призёр летних Олимпийских игр 2016 года в составе сборной Канады по регби-7. Выступает за баскетбольный клуб «Грин-Бей Финикс» на позиции защитника из университета Висконсин — Грин-Бей.

## Биография

### Семья и личная жизнь
Родители: Джон Лукан и Маргарет Малдер. Есть старшая сестра Алиска, младшие братья и сёстры Кайли (играет в баскетбол в университете и за сборную Канады по регби-7), Макоа, Кайло и Адайя. Окончила в мае 2015 года Университет Висконсин — Грин-Бей, получив сразу две степени в бизнес-администрировании и коммуникациях. Семь лет проживала в Кюрасао, один год жила во Франции.

### Игровая карьера
Регби занялась в школе в Барри-Сентрал, следуя совету старшей сестры, однако совмещала это с баскетболом. В 2010 году выиграла конкурс красоты «Мисс Баскетбол Канада», в 11-м классе школы играла за команду Национальной элитной академии развития. В составе сборной Онтарио до 17 лет выиграла бронзовые медали Канадских игр 2009 года, за время учёбы в университете Висконсин — Грин-Бей выступала на позиции защитника за баскетбольную команду университета в 1-м дивизионе NCAA. Как баскетболистка, Меган установила ряд персональных достижений: лучший распасовщик в истории клуба с момента его выступления в 1-м дивизионе NCAA и рекордсменка по числу сыгранных на паркете минут.
В регби пришла в 2015 году по совету помощника тренера сборной Сандро Фьорино. С апреля 2015 года играла за сборную по регби-7 в Мировой серии, занеся две попытки на этапе в Амстердаме. В октябре 2015 года второй раз сыграла в Мировой серии на этапе в Сентрал-Кост, в декабре сыграла в Дубае, отыграв итого на всех пяти этапах Мировой серии сезона 2015/2016 ещё наравне с 4 регбистками. В 2016 году стала бронзовым призёром Олимпиады в Рио-де-Жанейро, сыграв в 4 встречах.
В 2018 году отобрана Олимпийским комитетом Канады для учёбы в университете Куинс в Кингстоне и обучения по магистерской программе делового администрирования в школе Смита.